# 職業安全衛生法
《職業安全衛生法》是臺灣一部法律，旨在保護臺灣勞工工作時的人身安全與身心健康，預防職業病與職業災害，並規範雇主最低應提供的安全工作環境。這部法律最初於民國63年(1974年)4月16日，由時任中華民國總統的蔣中正公布施行，原名為《勞工安全衛生法》；期間曾兩次修正部分條文，立法院則於民國81年(1992年)5月29日完成黨團協商，6月18日通過二、三讀，成為現行的《職業安全衛生法》。民國102年(2013年)為配合產業變遷，行政院勞工委員會及多名立法委員提案大修《勞工安全衛生法》，並改名為《職業安全衛生法》。最新修正時間為民國108年(2019年)5月15日